# アハメド・カリール

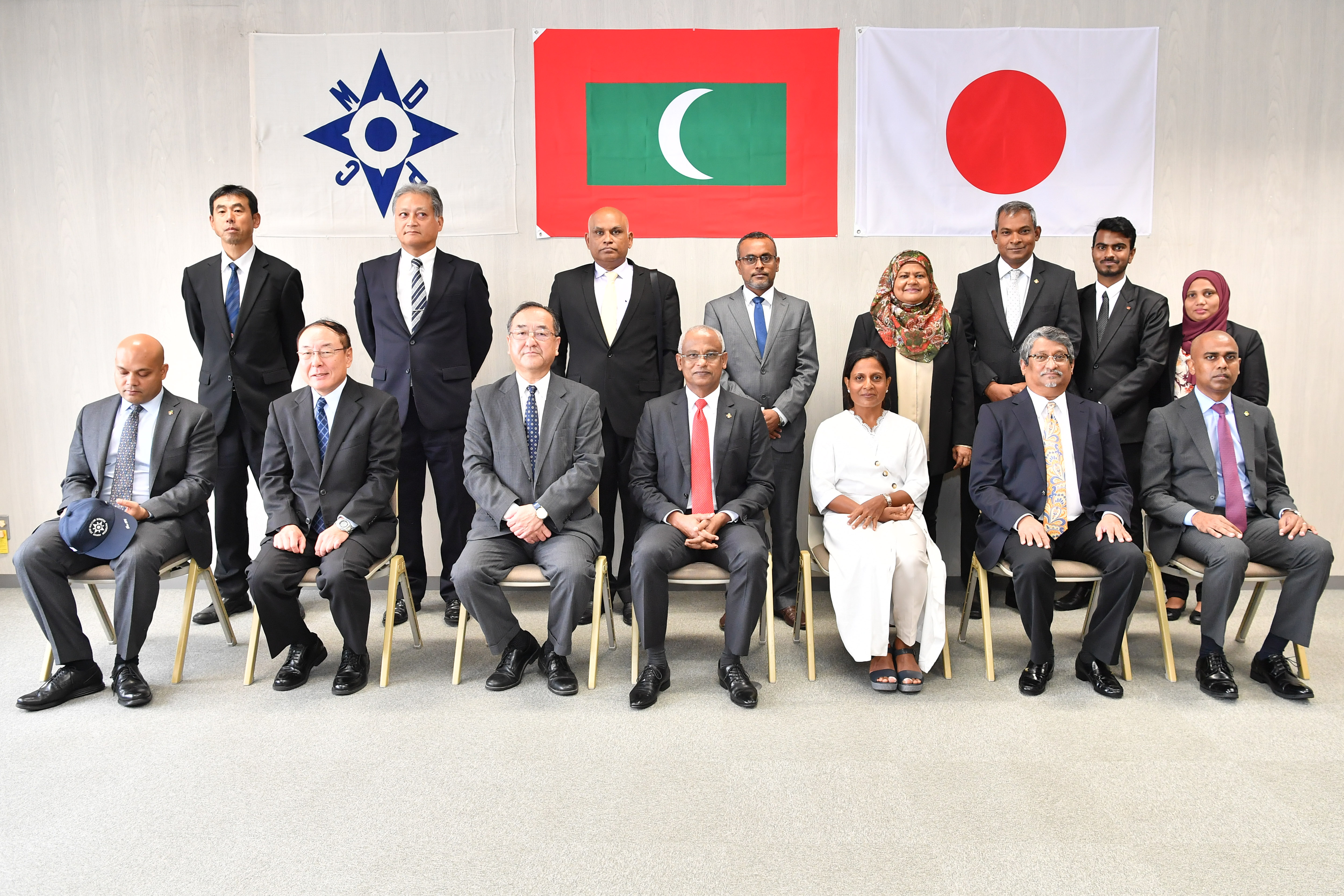
イブラヒム・モハメド・ソリ大統領（前列中央）に随行して海上災害防止センター横須賀研修所を訪問するカリール外務担当国務大臣（前列右から2番目、2019年10月）

アハメド・カリール（ディベヒ語: އަހްމަދު ޚަލީލް、英語: Ahmed Khaleel、1962年3月17日）は、モルディブの外交官、元駐日大使。マジーディーヤー学校出身。2013年から2023年にかけて、非常駐の在大韓民国大使。2016年から2018年にかけて外務省の二国間関係担当次官を務めた後、2018年11月より外務担当国務大臣。

## 外交経歴
1981年に外務省へ入省して、まず半年ほど移民局で奉職した後、三等書記官として配属された在スリランカ高等弁務官事務所で2年ほど勤務。
1983年10月から1984年6月にかけて、パキスタンの首都イスラマバードで外交官養成プログラムを修める。1991年10月から1992年10月にかけて、イギリスのオックスフォード大学で外交官養成プログラムを修める。
2006年から2007年にかけて駐日モルディブ臨時代理大使として大使館開設に携わった後、2007年から2009年にかけて国連大使。
2009年から2016年にかけて駐日モルディブ大使（信任状捧呈式は任命の翌年2010年に執り行われた）。
駐日大使在任3年目の2011年3月11日に東日本大震災が発生し、東北地方の太平洋沿岸部を中心に甚大な被害をもたらした。同年8月26日から27日にかけて、当時日本・モルディブ友好議員連盟幹事長を務めていた新藤義孝衆議院議員と共に被災地の宮城県石巻市で支援活動に従事した（新藤にとっては三度目となる被災地支援だが、カリール大使が同行したのは初）。
2013年4月18日、非常駐の在大韓民国大使として同国の首都ソウルを訪問し、青瓦台で朴槿恵大統領に信任状を捧呈した。
カリールが駐日大使として在任中の2015年12月15日、安倍晋三内閣総理大臣が日本語を話す駐日各国大使24名を総理公邸に招いて昼食会を主催したが、カリール大使も参加した各国大使のうちの一人であった。
2016年10月3日、外務省の二国間関係担当次官に任命される。2018年6月14日、東京で開催された第1回日・モルディブ政策対話に二国間関係担当次官として参加して滝崎成樹南部アジア部長らと意見交換を行った。
2018年11月22日、外務担当国務大臣に任命される。2019年8月27日、モルディブの首都マレで開催された第2回日・モルディブ政策対話に外務担当国務大臣として参加して滝崎成樹南部アジア部長らと意見交換を行った。2021年3月4日、オンラインのビデオ会議形式で開催された第3回日・モルディブ政策対話に外務担当国務大臣として参加して小林賢一南部アジア部長らと意見交換を行った。
2021年10月4日、カリール外務担当国務大臣はマレで柳井啓子駐モルディブ日本大使と供与限度額4億円の無償資金協力「経済社会開発計画」に関する書簡の署名・交換を行った。2022年5月30日、マレで竹内みどり駐モルディブ日本大使と供与額6.50億円の無償資金協力「経済社会開発計画」に関する書簡の署名・交換を行った。
2022年9月27日、東京で故安倍晋三国葬儀が執り行われ、アブドッラ・シャーヒド外務大臣、ハッサン・ソービル駐日大使及びモハマド・アミートゥ・アハメド・マニック副大使と共に参列した。
2023年4月4日、東京で開催された第4回日・モルディブ政策対話に外務担当国務大臣として参加して有馬裕南部アジア部長らと意見交換を行った。